# Pescadora con su hijo, Valencia
Pescadora con su hijo, Valencia es un cuadro del pintor español Joaquín Sorolla, terminado en 1908. Está realizado en óleo sobre lienzo, y tiene un tamaño de 90,5 x 128,5 cm. Se encuentra en el Museo Sorolla en Madrid. 
En el cuadro se muestra una mujer sujetando a su hijo en la playa, y protegiéndose los ojos del sol con la mano derecha.